# 劉清 (成化戊戌進士)
劉清，字一之，江西九江府德化縣人，軍籍，明朝政治人物。進士出身。

## 生平
早年出身國子生，江西鄉試第四十七名。成化十四年（1478年）戊戌科會試，殿試登進士第三甲第二百零三名。

## 家族
曾祖父劉壽一。祖父劉英。父亲劉貴。